# Свети Георги (Русе)
Вижте пояснителната страница за други значения на Свети Георги.
„Свети Великомъченик Георги“ е църква в град Русе, България.

## История
На мястото на сега съществуващата църква „Свети Георги“ е имало дървена църква, изгорена по време на Руско-турската война от 1806 – 1812 година.
При своето посещение в Русе през 1640 година католическият архиепископ Петър Богдан Бакшев отбелязва, че в града има две дървени български църкви. Вероятно става дума за църквите „Свети Троица“ и „Свети Георги“. Феликс Каниц пише, че църквата „Свети Георги“ е по-стара от „Света Троица“.
През 1837 година настоятелството на храма „Света Троица“ отпуска заем, за да започне строителството на днешния храм „Свети Георги“. Следват многократни постъпки на българското население, живеещо в южната част на града да бъде възстановен православният храм. На 25 март 1841 година султан Абдул Меджид I издава ферман за построяване на храм на мястото на стария. Строежът на църквата започва в 1841 година и завършва на следващата година. Освещаването става на 30 януари 1843 година от епископ Синесий Червенски. Строежът се ръководи от тревненския майстор Пено Никеоглу, а строителните работници са от Тревненско и Габровско.

## Архитектура и интериор
Църквата „Свети Великомъченик Георги“ е с дължина 32 метра и ширина 14 метра и е вкопана около два метра в земята. В архитектурно отношение е трикорабна базилика с три олтара: централен, посветен на Свети Георги, северен, посветен на Свети Димитрий Басарбовски и южен, посветен на Свети Николай Мирликийски Чудотворец. Трите кораба са разделени с по шест дървени колони от двете страни.
Храмът е изписан от дебърския майстор Апостол Христов от София в 1924 година. В 1958 година обаче стенната иконопис е заменена с нова, дело на професор Николай Кожухаров и художника Цанко Василев.
Първият иконостас в храма е изработен от Дончо Тодоров от село Божковци и Божко Стойков от тревненските колиби Митровци. Части от него има запазени в Басарбовския манастир и Каранвърбовския манастир „Света Марина“. Сегашният иконостас е изработен от професор Иван Травницки. Монтиран е на днешното си място през февруари – март 1930 година. Иконите на него са дело на Господин Желязков и русенския иконописец Д. Радойков. В храма са запазени и иконите от стария иконостас, рисувани от Захарий Цанюв и Йоаникий Папавитанов от Тревненската живописна школа през 1842 година.
В храма богомолците влизали през джамлък, покрит с керемиди. Той имал северна и южна врата. През 1939 година пред храма е построена камбанария с параклис „Свети Иван Рилски“, по проект на инженер Васил Роглев.
В най-високата част е поставена камбана, тежаща 445 kg. Днешната камбанария е построена с камъните от старата. Изградена е в 1904 година по проект на градския инженер Едуард Винтер.
Църковната къща в двора на храма е построена по проект на градския архитект Онуфрий Зарзов. Завършена е в 1909 година и е обзаведена за времето си модерно – с мушами по пода и транспаранти по прозорците. В сградата настанили библиотеката, стаята за заседания на църковното настоятелство, канцеларията, а в сутерена свещоливницата. Свещоливницата при храма била открита в 1892 година и функционира до април 1930 година. В 1914 година свещите били три вида: „желти“ по 8 лева килограма, „белите“ по 10 лева и „пъстри“ за сватби по 20 лева. Използван бил анадолски восък от Турция. Електричеството в храма е прокарано в 1924 година, а телефонният пост е открит в 1937 година.
Църквата имала две погребални коли, наричани „дрикове“. През 1904 година използвали конете на Пожарната команда в града. Единият от дриковете е използван за погребението на митрополит Михаил Доростолски и Червенски през май 1961 година. След няколко години дрика е продаден в Разград. В 1867 година по инициатива на учителя Никола поп Михайлов е създадено първото в Русе Дружество за поддържане на бедни ученици. То имало около 250 члена и издържало 20 ученика. Четири години след създаването му е преименувано Дружество „Братство“.
С решение на Общинския съвет през 2002 година 6 май – денят на Свети Георги – е определен за празник на Русе.